# Wiederbeschaffungskosten
Die Wiederbeschaffungskosten (oder Wiederbeschaffungswert; englisch replacement value) umfassen alle Kosten, die aufzuwenden sind, um ein bestimmtes Wirtschaftsobjekt zu ersetzen.

## Allgemeines
Als Wirtschaftsobjekte kommen sämtliche materiellen Vermögensgegenstände in Frage. Ihre Ersatzbeschaffung ist erforderlich, wenn sie durch Abnutzung nicht mehr gebrauchsfähig sind, an ihnen ein (nicht reparabler) Sachschaden entstanden ist oder sie gestohlen worden oder verloren gegangen sind. Jede Ersatzinvestition muss sich mit der Frage der Wiederbeschaffungskosten befassen.

## Ermittlung
Wiederbeschaffungswerte {\displaystyle WBW} errechnen sich unter Berücksichtigung der ursprünglichen Anschaffungskosten {\displaystyle AK} wie folgt:
{\displaystyle {\text{WBW}}={\text{AK}}\cdot {\frac {\text{Preisindex Neuanschaffungsjahr}}{\text{Preisindex Anschaffungsjahr}}}}.
Der Preisindex des Jahres der Neuanschaffung ist dem Preisindex der ursprünglichen Anschaffung gegenüberzustellen, woraus sich die eingetretene Wertveränderung ergibt. Betrug beispielsweise der Preisindex im Anschaffungsjahr 100 und im Jahr der Neuanschaffung 109, so erhöht sich der ursprüngliche Anschaffungswert von 100.000 € auf einen Wiederbeschaffungswert von 109.000 €.
In den Volkswirtschaftlichen Gesamtrechnungen weist das Statistische Bundesamt das Anlagevermögen zu Wiederbeschaffungspreisen aus. Mit Wiederbeschaffungspreise sind die Preise gemeint, die zum Berichtszeitpunkt gelten.

## Arten
Man unterscheidet:
- Wiederbeschaffungsneuwert:

Der Wiederbeschaffungsneuwert stellt die Größe dar, die aufzubringen wäre, um den Gegenstand heute neu zu kaufen. Um diesen Wert mit dem eines bereits gebrauchten Gegenstands vergleichbar zu machen, muss er fortgeführt werden. Wurde der gebrauchte Gegenstand bereits zur Hälfte abgeschrieben, so schreibt man den Wiederbeschaffungsneuwert ebenfalls zur Hälfte ab und vergleicht nun die beiden Werte.
- Wiederbeschaffungszeitwert:

Der Wiederbeschaffungszeitwert ist ein Wert eines möglichst gut vergleichbaren Gegenstands, der gebraucht verkauft wird/wurde. Er ist direkt mit dem Wertansatz des gebrauchten Gegenstands vergleichbar.
Die Händlerverkaufspreise unterscheiden sich regional wegen unterschiedlicher Marktgegebenheiten und Händlerdichte. Bei der Verwendung von Hilfen zu Schätzung, Internetrecherchen oder Listen (Händlerverkaufspreis z. B. EurotaxGlass’-gelb), wird über große Gebiete gemittelt. Man muss diese Werte durch Berücksichtigung der Region (in Österreich: Ost-West-Gefälle) korrigieren. Mittelwerte aus Internetrecherchen, die mehrere Länder umfassen, müssen also korrigiert werden.

## Versicherungswesen
Kommt bei Sachversicherungen der versicherte Gegenstand zu Schaden, wird gestohlen oder geht verloren, so stellt sich die Frage, welcher Wert vom Versicherer ersetzt wird. Als Wert kommen Wertkonventionen wie der gemeine Wert, Neuwert, Zeitwert oder Wiederbeschaffungswert in Frage. Für den Versicherungswert sind die Wiederbeschaffungskosten des Versicherungsnehmers maßgebend. Werden die Wiederbeschaffungskosten dem Versicherungswert zugrunde gelegt, so ist im Versicherungsfall sichergestellt, dass (inflationär bedingte) Preissteigerungen bei der Neuanschaffung berücksichtigt werden. Wiederbeschaffungswert in der Kfz-Haftpflichtversicherung ist der Preis, den der Versicherungsnehmer für den Kauf eines gleichwertigen Fahrzeugs am Tag des Schadensereignisses bezahlen muss. Bei Totalschaden, Zerstörung oder Verlust des Fahrzeugs zahlt der Versicherer den Wiederbeschaffungswert unter Abzug eines vorhandenen Restwerts des versicherten Fahrzeugs.
Der Wiederbeschaffungswert eines Kraftfahrzeugs ist dem durchschnittlichen Händlerverkaufspreis gleichzusetzen, weil sich der Geschädigte zulässigerweise des redlichen Kraftfahrzeughandels bedienen darf und nicht etwa günstigere Angebote von Privaten annehmen muss. Schon allein wegen der mit dem Verkauf verbundenen Gewährleistungsansprüche sind Händlerverkaufspreise höher als jene Preise, die ein Käufer gewillt ist, einem privaten Verkäufer zu bezahlen (siehe auch andere Wertdefinitionen des Kfz.)
Übersteigen die Reparaturkosten den Wiederbeschaffungswert und lässt der Geschädigte ein Fahrzeug fachgerecht reparieren, so kann er die Reparaturkosten einschließlich eines etwaigen Minderwerts ersetzt verlangen, wenn dieser Aufwand 130 % des Wiederbeschaffungswerts nicht übersteigt (siehe Totalschaden).

## Bankwesen
Im Bankwesen spielen die Wiederbeschaffungskosten eine entscheidende Rolle bei der Bewertung derivativer Finanzinstrumente. Die Wiederbeschaffungskosten werden hier Wiederbeschaffungswert, das Risiko durch dessen Veränderung entsprechend Wiedereindeckungsrisiko genannt. Nach Artikel 286 Abs. 2a Kapitaladäquanzverordnung müssen die Kreditinstitute die Kreditwürdigkeit ihrer Geschäftspartner (Gegenparteien) einer Kreditwürdigkeitsprüfung unterziehen. Dabei müssen Kreditentscheidungen zur Einräumung bankinterner Kreditlinien für Gegenparteien führen, um das Geschäftsvolumen für jede einzelne Gegenpartei zu limitieren. Bei Kassageschäften heißen diese bankinternen Kreditlinien Erfüllungslimit (englisch „Settlement limit“), alle übrigen Finanzinstrumente werden im Limit für das Wiedereindeckungsrisiko (englisch „Pre-settlement limit“) verbucht. Dazu gehören Termingeschäfte, Swaps, Derivate oder ähnliche Finanzkontrakte, bei denen die Lieferung des Basiswerts und die Zahlung als Gegenleistung über zwei Handelstage hinaus verschoben wird. Das besondere Risiko liegt für Banken in der Laufzeit dieser Finanzinstrumente, weil sich während ihrer Laufzeit der Marktwert dieser Geschäfte verändern kann. Eine Ausfallgefährdung der Gegenpartei liegt vor, wenn diese Geschäfte einen positiven Wiederbeschaffungswert aufweisen und aus Sicht der Bank durch die Marktentwicklung eine Forderung gegen die Gegenpartei entsteht. Das Limit heißt „Pre-settlement limit“, weil die Gegenpartei noch vor dem Erfüllungstag ausfallen kann. Eingebucht werden die voraussichtlichen Wiederbeschaffungskosten, die auch unter dem früheren Begriff Kreditäquivalente bekannt sind (siehe Exposure).
Mit der Kreditbewertungsanpassung (CVA) ist das Risiko verbunden, dass sich der positive Wiederbeschaffungswert mindert, weil sich die Risikoprämie für die Gegenpartei erhöht, ohne dass diese ausfällt. Dieses Risiko entsteht aufgrund potenzieller Marktwertverluste durch erhöhte Credit Spreads der Gegenpartei. Der aktuelle Marktwert kann anhand des Spreads aus einem hypothetischen Credit Default Swap zu Gunsten der Gegenpartei errechnet werden.

## Bilanzierung
Anwendung finden die Wiederbeschaffungskosten vor allem bei der Abschreibung innerhalb der Kosten- und Leistungsrechnung. Bei den klassischen Abschreibungsmethoden wird eingewandt, dass sie die tatsächliche Abnutzung von Vermögensgegenständen nicht berücksichtigen, da Abschreibungen von den ursprünglichen Anschaffungs- oder Herstellungskosten vorgenommen werden. Inflationäre Entwicklungen führen jedoch im Regelfall zur Verteuerung der wieder neu anzuschaffenden Gegenstände während der Nutzungsdauer der abzuschreibenden Gegenstände, so dass die durch Abschreibungen angesammelten Beträge bei der Neuanschaffung der Gegenstände als Kaufpreis nicht ausreichen. Die Abschreibung vom höheren Wiederbeschaffungswert soll den möglichen Substanzverlust verhindern. Diese Abschreibung auf den Wiederbeschaffungswert kann lediglich als kalkulatorische Abschreibung erfolgen, wobei die Differenz zur Abschreibung in der Gewinn- und Verlustrechnung als Anderskosten berücksichtigt wird.
Derivate weisen einen aktiven oder passiven Marktwert (auch als positiver oder negativer Wiederbeschaffungswert bezeichnet) auf. Ein aktiver Wert entspricht hierbei dem Betrag, der dem bilanzierenden Unternehmen beim Ausfall der Gegenpartei maximal verloren gehen würde. Demgegenüber entspricht ein passiver Wert dem Betrag, welchen die Gegenpartei bei Nichterfüllung des Geschäfts durch das bilanzierende Unternehmen maximal verlieren würde.

## International
Der Wiederbeschaffungswert in Österreich ist im Sinne des § 1332 ABGB der gemeine, ordentliche Wert einer Sache. Er wird durch objektiv-abstrakte Ermittlungen bestimmt und richtet sich nach dem allgemeinen und gewöhnlichen Nutzen. Abzustellen ist auf den Zeitpunkt der Beschädigung, sowie auf den Ort, an dem die Sache gewöhnlich genutzt wird, wo der Geschädigte regelmäßig die Reparatur durchführen lässt oder Ersatz beschafft. Im Allgemeinen wird dies der Wohnort (nicht der Ort der Beschädigung) sein.
In der Schweiz ist der Wiederbeschaffungswert die Grundlage zur Bestimmung des Werts einer Sache. Dieser Wert entspricht dem aktuellen Marktwert für einen gleichwertigen Ersatzgegenstand. Die Wiederbeschaffung wird mehrheitlich als Restitution angesehen, wobei danach zu unterscheiden sei, ob es sich um eine vertretbare oder eine unvertretbare Sache handelt. Nur bei letzterer sei die Restitution ausgeschlossen.
In Frankreich können bei ersetzbaren Sachen die Reparaturkosten dem Geschädigten in Rechnung gestellt werden, selbst wenn der Betrag über dem Verkaufswert liegt, wobei der Wiederbeschaffungswert die Obergrenze bildet.
In der US-amerikanischen Rechtsprechung zum Tort law bestehen dagegen keine allgemein anerkannten Berechnungsregeln. Während einige Gerichte Wiederherstellungskosten bis zur Höhe des Marktwertes der Sache vor der Schädigung zusprechen, bezeichnen andere zu Recht die Wertminderung als Obergrenze.